# Leucophobetron
Leucophobetron is een geslacht van vlinders van de familie slakrupsvlinders (Limacodidae).

## Soorten
- L. argentiflua (Hübner, 1824)
- L. argyrorrhaea (Hübner, 1823)
- L. punctata (Druce, 1901)